# Kacorlak, Zala
Kacorlak  este un sat în districtul Nagykanizsa, județul Zala, Ungaria, având o populație de 215 locuitori (2011). 

## Demografie
Componența etnică a satului Kacorlak
     Maghiari (100%)
Componența confesională a satului Kacorlak
     Romano-catolici (80,47%)
     Fără religie (4,19%)
     Reformați (2,33%)
     Luterani (1,4%)
     Necunoscută (11,63%)
Conform recensământului din 2011, satul Kacorlak avea 215 locuitori. Din punct de vedere etnic, majoritatea locuitorilor (100,0%) erau maghiari.  Din punct de vedere confesional, majoritatea locuitorilor (80,47%) erau romano-catolici, existând și minorități de persoane fără religie (4,19%), reformați (2,33%) și luterani (1,4%). Pentru 11,63% din locuitori nu este cunoscută apartenența confesională.